# Trema tomentosa var. viridis
Trema tomentosa var. viridis es un árbol del bosque. En Australia crece desde Twofold Bay (37° S) en Nueva Gales del Sur hasta el extremo norte de Queensland, Nueva Guinea e Indonesia. Se le había registrado cerca Mallacoota, en el estado de Victoria pero ahora se cree que está extinto ahí.
Otros nombres comunes en Australia incluyen melocotonero australiano (Native Peach) y melocotonero venenoso (Poison Peach). Trema tomentosa var. viridis está considerado como un regenerador del bosque lluvioso por ser una especie de rápido crecimiento, de abrigo y de sombra, además es una planta que atrae a las aves. Su hábitat es el bosque y selva lluviosos de nuevo crecimiento, áreas forestales abiertas disturbadas, se le encuentra a lo largo de las carreteras y en el campo cerca de los bosques.

## Descripción
Un  arbusto o árbol pequeño que alcanza una altura de 8 metros y un diámetro de 15 cm. La corteza es lisa y gris, punteada con pequeñas lentícelas, dispuestas en patrones verticales y horizontales. Las ramas grises o de color gamuza también presentan lenticelas.
Las hojas son alternadas con los bordes finamente dentados; de 4 a 9 cm de largo, de forma ovada con un largo extremo puntiagudo. El pecíolo de la hoja mide de 6 a 12 mm de largo. Las venas de las hojas son prominentes por ambos lados, más evidentes en el envés, particularmente las venas laterales en los árboles. Las hojas se parecen a las de la planta invasora Lantana camara.
Flores pequeñas verdosas aparecen en cortas cimas, apareciendo todo el año, sin embargo son más frecuentes entre diciembre y marzo. El fruto es una drupa negra muy pequeña, con una sola semilla negra. El fruto madura entre febrero y agosto y es comido por una variedad de aves; incluyendo la paloma cuco, el ave de higo de Australasia, el melífago de Lewin y el oriol espalda de oliva. La germinación no es difícil desde la semilla fresca o esquejes.